# Escudo timorais
Pour les articles homonymes, voir Escudo.
L'escudo timorais ((pt) escudo timorense) est l'ancienne monnaie officielle du Timor portugais de 1959 à 1976. Devenu le Timor oriental occupé par l'Indonésie, ce pays retrouve son indépendance en 2002 et adopte le dollar américain.

## Histoire monétaire
L'escudo timorais, arrimé à parité égale sur l'escudo portugais, remplace le pataca, qui y était en usage depuis 1894, au taux de 5,6 escudos contre 1. Cet escudo est divisé en 100 centavos.

## Émissions monétaires

### Pièces de monnaie

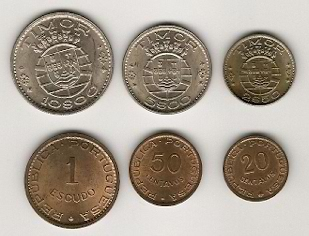
Série de pièces complète (1970).

Les premières pièces frappées en 1958 par la Monnaie de Lisbonne, sont aux montants de 10 et 30 centavos en bronze, de 60 centavos et 1 escudo en cupronickel, et de 3 et 6 escudos en argent. Les montants affichés, qui ne suivent pas le fractionnement habituel à l'escudo portugais, reprennent ceux du pataca. En 1964, est frappée la pièce de 10 escudos en argent. En 1970, la dernière série complète est émise : 20, 50 centavos et 1 escudo en bronze, 2½, 5 et 10 escudos en cupronickel.
L'avers des pièces adoptent le blason du Portugal ultramarin qui est celui de toutes les monnaies coloniales portugaises à cette époque.

### Billets de banque
Les premiers billets sont émis en 1959 aux montants de 30, 60, 100 et 500 escudos. En 1967, des coupures de 20 et 50 escudos sont fabriquées, suivies par un billet de 1 000 escudos en 1968. Tous ces billets étaient garantis et contrôlés par la Banco Nacional Ultramarino, caisse émettrice. L'impression se faisait en Grande-Bretagne.